# Huursoldaat

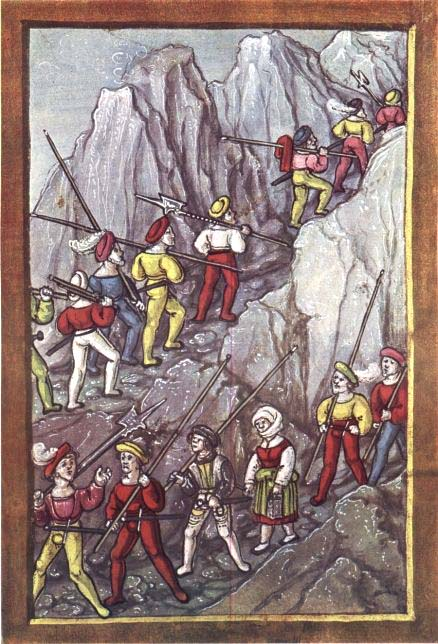
Zwitserse Reisläufer steken de Alpen over (tekening van Luzerner Schilling)

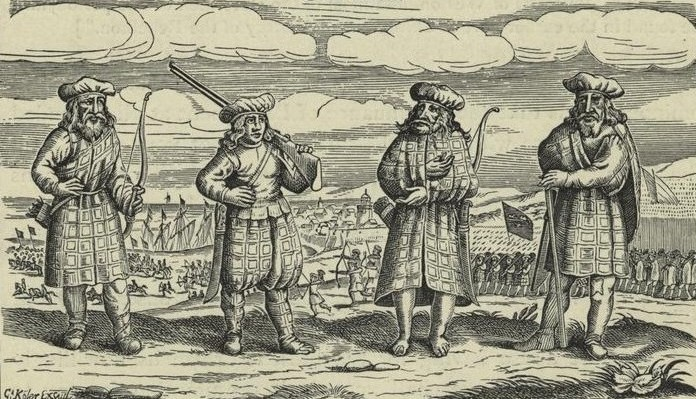
Schotse huurlingen in de dertigjarige oorlog

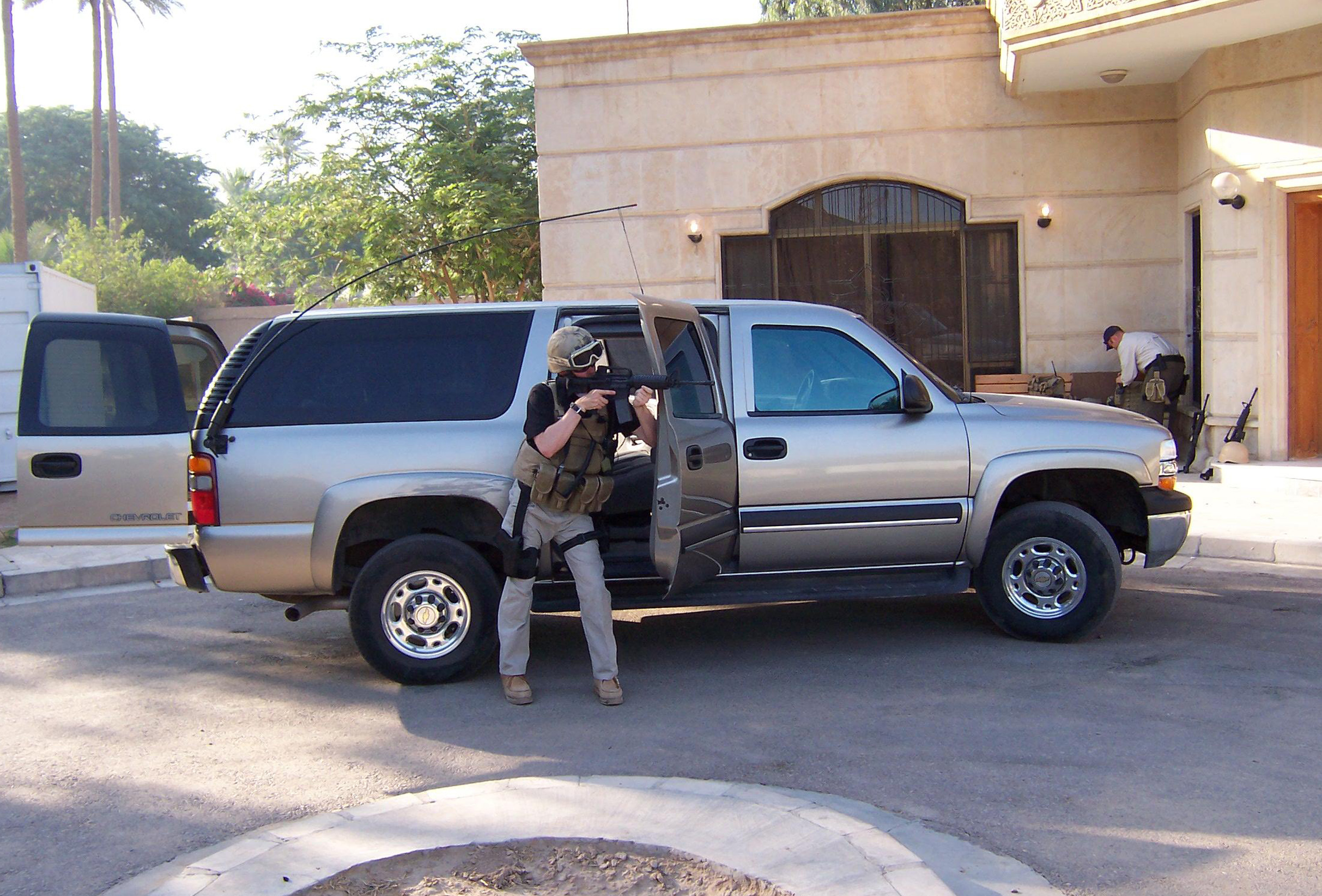
Amerikaanse huurlingen van Blackwater in Bagdad

Huursoldaat of huurling is een soldaat die louter op beroepsmatige grondslag wordt aangesteld om ergens te vechten zonder ideologische of nationale binding aan een opdrachtgever of de zaak waarvoor een partij strijdt. Meestal worden huurlingen buiten het verband van een nationaal leger ingezet.

## Geschiedenis
In tegenstelling tot de huidige praktijk in de oorlogsvoering, werden huursoldaten in het verleden met grote vanzelfsprekendheid ingezet. Geschiedkundigen gaan ervan uit, dat het inhuren van soldaten van buiten de strijdende partijen eerder regel dan uitzondering was.

### Oudheid
De stad Carthago gebruikte reeds huurlingen en eveneens de oudtestamentische koning David en Alexander de Grote deden een beroep op hen. Ook de Grieken gebruikten huurlingen, hetgeen is aangetoond door DNA-onderzoek en isotopenonderzoek aan gesneuvelde soldaten na de Slag bij Himera van 480 voor Christus.

### Middeleeuwen en vroegmoderne tijd
In het Italië van de 15e eeuw en later werden eenheden van huurlegers op de been gebracht door een soort ondernemers, vaak condottiere genoemd, die hun leger beschikbaar stelden aan de staat die hen het beste aanbod deed.
Vanaf de 13e tot laat in de 17e eeuw speelden legers van huursoldaten een dominerende rol in Europese oorlogsvoering. Het nadeel was echter dat de betalende heersers weleens in geldnood kwamen en achter raakten met de betalingen. In zulke gevallen kwam het nogal eens voor dat de huurlingen aan het muiten of plunderen sloegen.
De Zwitserse Garde, de pauselijke wacht in Vaticaanstad, is het laatste huurlingenleger in Europa dat zijn oorsprong vindt in het militair succesvolle leger van de Zwitserse landsknechten.
In de 18e eeuw ontwikkelden de huurlingenlegers zich meer en meer tot nationale beroepslegers.

### Moderne tijd
In de tweede helft van de 20e eeuw waren kleine huurlingengroepen betrokken bij staatsgrepen; bekende huurlingen uit deze periode waren Mike Hoare en Bob Denard.
Huurlingen worden in de 21e eeuw ook veelvuldig gebruikt. Voorbeelden worden gevonden in de Syrische Burgeroorlog, Jemenitische Burgeroorlog en Oekraïne. Dictators maken soms gebruik van huurlingen om een opstand te onderdrukken, zoals in februari 2011 gebeurde in Libië (Benghazi en Beyida). Ook is in onder andere Biafra, Congo en op de Comoren gebruikgemaakt van huurlingen. Verder kunnen huurlingen reeds in een staat aanwezig zijn voordat er een conflict is. Huurlingen hebben namelijk als voordeel dat ze neutraal in het conflict staan en dus minder geneigd zullen zijn om over te lopen om persoonlijke redenen. Een andere reden is ontoereikendheid van het eigen militaire apparaat. Het is daarom niet verwonderlijk dat in de 20e eeuw vooral in Afrika gebruik werd gemaakt van huurlingen.
Een moderne vorm van een huurlingenleger is de particuliere militaire uitvoerder, die in verschillende vormen voorkomt en meestal onafhankelijk van de plaatselijke wetgeving ageert.

## Oorlogsrecht
Het internationaal oorlogsrecht zoals dat in de Verdragen van Den Haag en de Conventie van Genève is vastgelegd, beschermt huurlingen niet. Omdat in de praktijk de overgang tussen een reguliere soldaat en een huurling vloeiend kan zijn, kan dit tot juridische problemen leiden.

## Internationaal Verdrag tegen de aanwerving, het inzetten, de financiering en de opleiding van huurlingen
In 2001 werd door de Verenigde Naties het Internationaal Verdrag tegen de aanwerving, het inzetten, de financiering en de opleiding van huurlingen voorgesteld. Het werd van 2001 tot 2020 door 46 landen geratificeerd.